# RCA clean
El RCA clean és un conjunt estàndard de passos de neteja d'oblies que s'han de realitzar abans dels passos de processament a alta temperatura (oxidació, difusió, CVD) de oblies de silici en la fabricació de semiconductors.
Werner Kern va desenvolupar el procediment bàsic el 1965 mentre treballava per a RCA, la Radio Corporation of America. Implica els següents processos químics realitzats en seqüència:
1. Eliminació dels contaminants orgànics (neteja orgànica + neteja de partícules)
2. Eliminació de la capa fina d'òxid (tira d'òxid, opcional)
3. Eliminació de la contaminació iònica (neteja iònica)

Les oblies es preparen posant-les en remull en aigua desionitzada. Si estan molt contaminats (residus visibles), poden requerir una neteja preliminar en solució de piranha. Les oblies s'esbandeixen a fons amb aigua desionitzada entre cada pas.
L'ideal és que els passos següents es realitzin submergint les oblies en solucions preparades en recipients de sílice fosa o de quars fos (no s'ha d'utilitzar vidre de borosilicat, ja que les seves impureses es desprenen i causen contaminació). Així mateix, es recomana que els productes químics utilitzats siguin de grau electrònic (o "grau CMOS") per evitar impureses que recontaminaran l'oblia.
Procediment:
- Primer pas (SC-1): neteja orgànica + neteja de partícules

- Segon pas (opcional): tira d'òxid

- Tercer pas (SC-2): neteja iònica

- Quart pas: esbandir i assecar